# Mine Panguna
La mine Panguna est une mine à ciel ouvert de cuivre située près de Panguna sur l'île de Bougainville en Papouasie-Nouvelle-Guinée. Panguna représente l'une des plus vastes réserves de cuivre dans le monde avec une estimation d'un milliard de tonnes de minerais de cuivre et une douzaine de millions d'onces d'or,. À la suite de pressions locales aboutissant entre autres à la guerre civile de Bougainville, la mine cesse son exploitation et demeure fermée depuis 1989.

## Histoire
La découverte d'un vaste dépôt dans la chaîne Crown Prince de Bougainville amène à l'établissement d'une mine de cuivre en 1969 par la Bougainville Copper Ltd, une filiale de la compagnie minière australienne Rio Tinto. La mine commence à produire en 1972 avec le support du gouvernement de Papouasie-Nouvelle-Guinée qui est actionnaire à 20 % des installations. En contrepartie, les Bougainvillois ne reçoivent que 0,5 à 1,25 % des profits totaux. Au moment de son exploitation, le site est la plus grande mine de cuivre et d'or à ciel ouvert dans le monde, représentant plus de 12 % du PIB du pays et 45 % de ses revenus d'exportation,.
Les profits générés par la mine ont permis à la Papouasie-Nouvelle-Guinée d'acquérir plus aisément son indépendance face à l'Australie.
L'exploitation minière à Panguna entraîne le rejet direct des résidus dans les affluents de la rivière Jaba (en). La mine cause alors de graves effets néfastes sur l'environnement de l'île et l'entreprise est alors considérée comme responsable de l'empoisonnement de l'ensemble de la rivière. Cet empoisonnement cause alors des défauts congénitaux, ainsi que l'extinction du renard volant. La Bougainville Copper est également accusée de mettre en place un système de ségrégation raciale sur l'île, en raison de la construction d'installations pour les travailleurs blancs et d'autres installations pour les non-blancs. Cette situation conduit à un soulèvement en 1988, mené par Francis Ona qui commande l'Armée révolutionnaire de Bougainville (ARB). Le soulèvement conduit à la guerre civile de Bougainville en raison de la volonté de l'ARB de combattre les Force de Défense de Papouasie-Nouvelle-Guinée afin de faire sécession avec le reste du pays. Durant une dizaine d'années, le conflit entraîne la mort d'environ 20 000 personnes, ainsi que la fermeture définitive de la mine le 15 mai 1989 avec le retrait complet du personnel de la BCL le 24 mars 1990. 
En juin 2016, Rio Tinto renonce à sa propriété et cède ses intérêts sur la mine au gouvernement autonome de Bougainville. En 2020, la Human Rights Law Centre adresse une plainte au gouvernement australien concernant les impacts négatifs de la mine sur l'environnement et les droits humains.

## Impacts environnementaux
L'exploitation de la mine entraîne de nombreux impacts environnementaux encore aujourd'hui. Plusieurs personnes ont dû être relocalisées vers des terres plus élevées afin d'éviter des sources d'eaux contaminées. Des métaux lourds comme le cuivre, le zinc et le mercure se retrouvent dans les rivières environnantes. Rio Tinto a toujours refusé d'investir dans des travaux de réhabilitation, prétextant son respect des lois en vigueur quant aux exploitations minières.

## Réouverture
Le gouvernement de la région autonome de Bougainville envisage la réouverture de la mine par le biais de source de capitaux indépendants. Les coûts estimés d'une réouverture s'établissent entre 5 et 6 milliards de dollars.

## Galerie

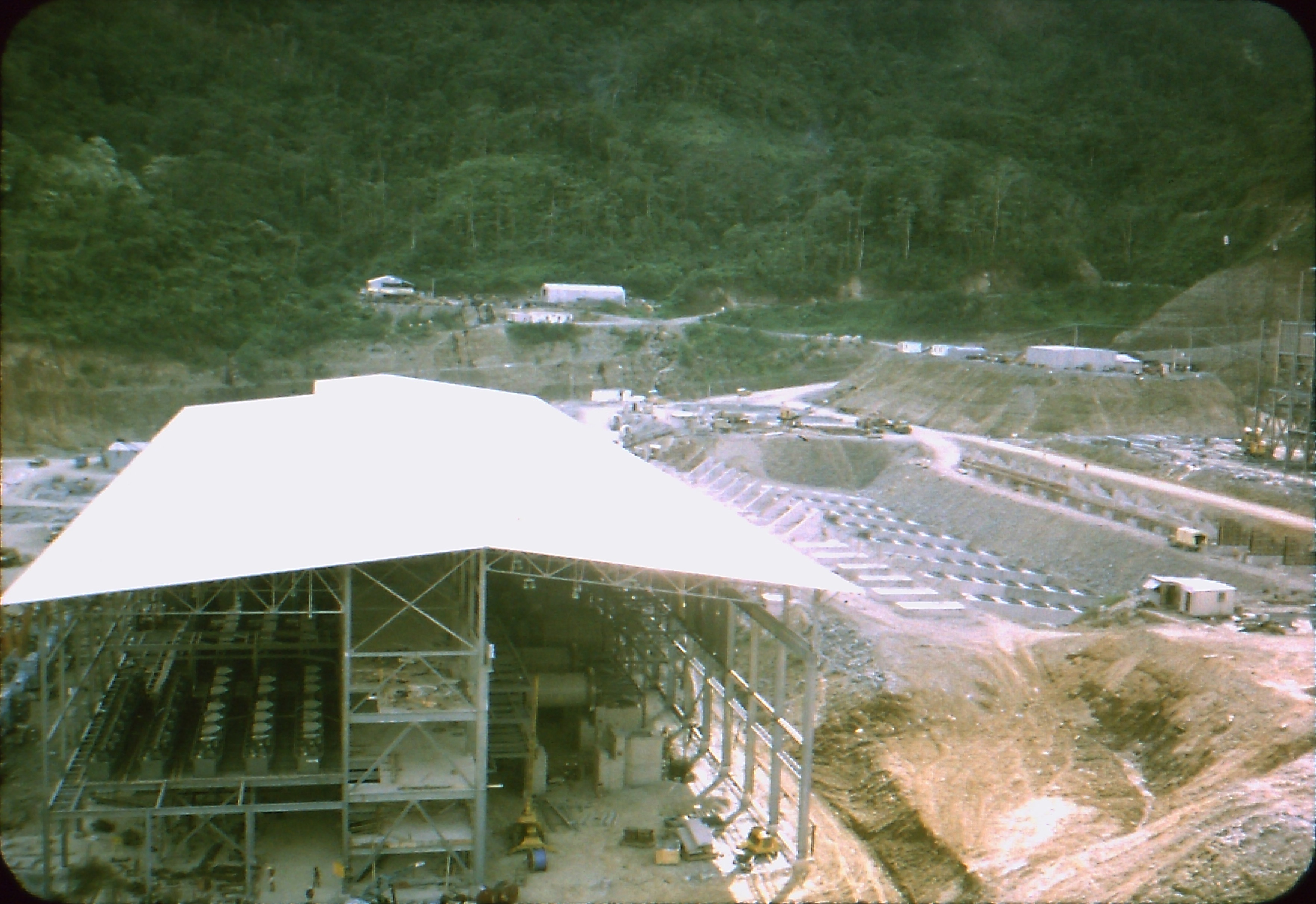
Usine de minerai à Panguna, mine de Bougainville en construction, vers 1971
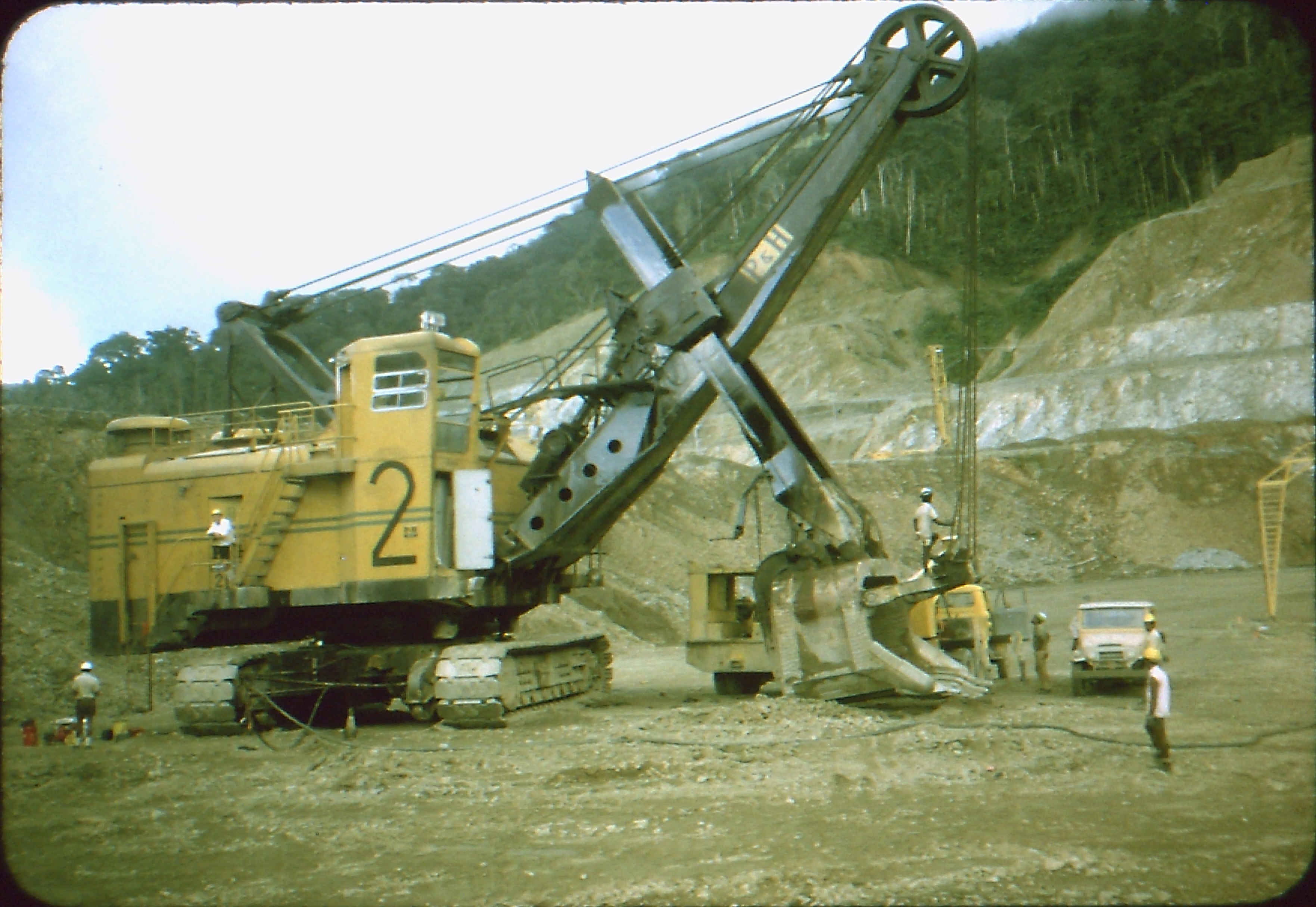
Pelle à la mine de Panguna en cours d'entretien, œuvrant à l'enlèvement des morts-terrains, vers 1971.